# 山本定蔵
山本 定蔵（やまもと さだぞう、1912年11月29日 - 1991年1月17日）は、日本の経営者。トヨタ自動車販売社長を務めた。静岡県湖西市出身。

## 経歴
旧制姫路高等学校を経て、1937年に京都帝国大学法学部を卒業し、1940年にトヨタ自動車工業に入社。
1950年にトヨタ自動車販売に転じ、1953年に取締役に就任し、1960年に常務、1967年に専務、1971年に副社長を歴任し、1979年6月に社長に就任し、1981年6月までに務めた。千代田火災海上保険会長も務めた。
1976年4月に藍綬褒章を受章し、1984年4月に勲二等瑞宝章を受章。
1991年1月17日肺炎のために死去。78歳没。